# Saltuarius cornutus
Saltuarius cornutus är en ödleart som beskrevs av  William Ogilby 1892. Saltuarius cornutus ingår i släktet Saltuarius och familjen geckoödlor. IUCN kategoriserar arten globalt som livskraftig. Inga underarter finns listade i Catalogue of Life.